# Crnokrpe
Crnokrpe (cyr. Црнокрпе) – wieś w Czarnogórze, w gminie Rožaje. W 2011 roku liczyła 415 mieszkańców.